# Declaração de Biketawa
A Declaração de Biketawa é uma declaração acordada por todos os líderes do Fórum das Ilhas do Pacífico, constituindo uma estrutura para coordenar resposta às crises regionais. A declaração leva o nome da ilhota de Biketawa, em Kiribati, onde os líderes do Fórum se reuniram em um retiro para discutir, acordar e adotar medidas de segurança coletiva.
A declaração foi acordada na 31.ª Cúpula dos Líderes do Fórum das Ilhas do Pacífico, realizada em Kiribati em outubro de 2000, no contexto regional do golpe de Estado nas Fiji e das tensões étnicas nas Ilhas Salomão. Compromete os membros do Fórum com oito valores fundamentais, incluindo boa governança, liberdade do indivíduo, processos democráticos e direitos indígenas. Quando esses valores são violados, o Secretário-Geral do Fórum e os membros desenvolverão uma resposta, que pode incluir mediação, apoio institucional ou medidas direcionadas (sanções). Desde a sua adoção, foi invocado várias vezes, levando a operações regionais de manutenção da paz e estabilização em:
- Ilhas Salomão (Missão de Assistência Regional para as Ilhas Salomão, 2003 - 2017)[5]
- Nauru (Assistência Regional do Pacífico a Nauru, 2004-2009)[6]
- Tonga (distúrbios em Nukuʻalofa em 2006)[7]
- Nauru (missão de observação eleitoral para as eleições parlamentares de Nauru em 2019)[8]

A Declaração também forneceu a base para a decisão do Fórum de 2009 de suspender Fiji depois de não ter realizado eleições na sequência do golpe de Estado de 2006. A suspensão foi levantada em 2014, depois que o regime militar realizou eleições.
Os membros do fórum e ONGs tentaram, sem sucesso, invocar a Declaração a respeito da tortura em Fiji, da disputa territorial Fiji-Tonga de 2011, da repressão do governo de Nauru à oposição em 2014  e das eleições parlamentares de Nauru em 2016.
A Declaração foi invocada mais recentemente para responder coletivamente à pandemia de COVID-19. Em julho de 2021, o secretário-geral do Fórum, Henry Puna, lembrou o governo interino de Samoa da Declaração em um comunicado sobre a crise constitucional de 2021.